# Anthrenus subsetosus
Anthrenus subsetosus es una especie de escarabajo de piel del género Anthrenus, categorizada en la tribu Anthrenini, de la subfamilia Megatominae.

## Distribución
Se distribuye por Asia: Birmania y Vietnam.

## Taxonomía
Fue descrita por Arrow en 1915.